# メアリ・ダイアー

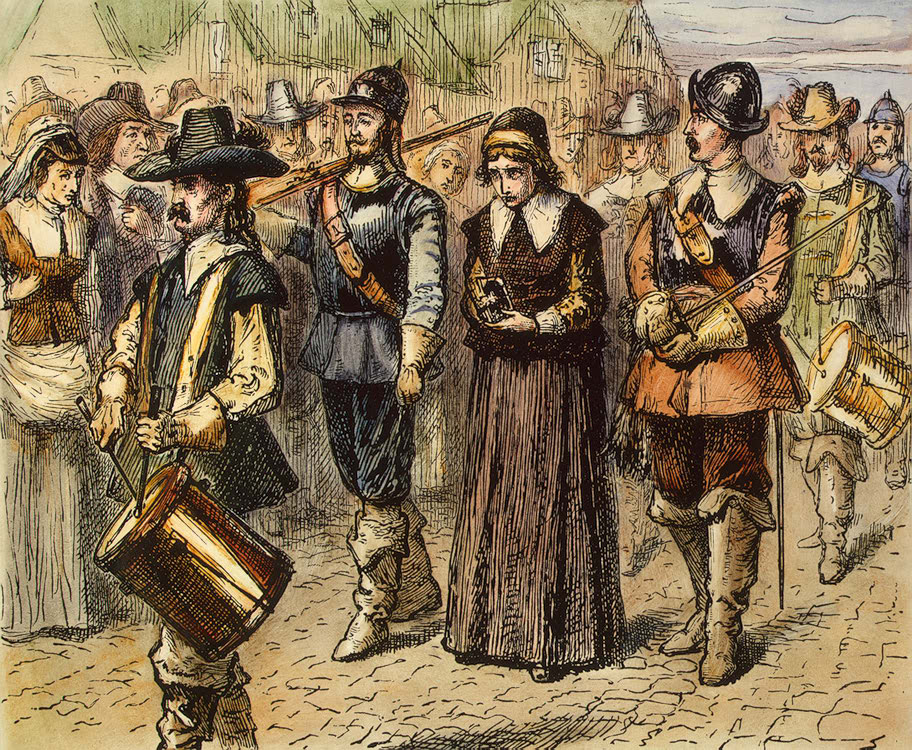
メアリ・ダイアー

メアリ・ダイアー（Mary Barrett Dyer, 1611年? - 1660年6月1日）は、イギリス・イングランドの生まれのクエーカー教徒（Quaker）である。再三、クエーカー教禁止令に違反した罪により、マサチューセッツ州ボストン市にて絞首刑に処せられた。北米最後の殉教者であると考えられている。

## 信仰への目覚め
1637年、メアリー・ダイアーは、宗教家アン・ハッチンソンと出会った。ハッチンソンは、「神は、聖職者を通してだけでなく『直接に各々の個人に語りかける』のだ」と伝道していた。ダイアーはハッチンソンの「信仰至上主義」と言われる教えに帰依した。信仰至上主義者の間では、老若男女が集いながら、マサチューセッツ湾入植地での神政法が聖書に抵触していることを学習していた。

## 追放されて
1638年、メアリー・ダイアーと夫ウィリアム・ダイアーは、ハッチンソンらと共に、入植地から追放された。ダイアー一行は、ロードアイランドの入植地、プロビデンスへ移動した。というのもプロヴィデンスでは、既に1636年に同じくマサチューセッツから「異端信仰」のかどで追放されたロジャー・ウィリアムズにより、宗教の自由が確立されていたからだった。

## クエーカー教への入信
1652年、メアリー・ダイアーと夫は、ロジャー・ウィリアムス及びジョン・クラークと共にイングランドへ帰還した。ここでメアリーは、数年前からハッチンソンと共に抱いていた考えに大変近い内容を説いていたジョージ・フォックスが創始していたクエーカー教( Religious Society of Friends )に入信したのである。メアリーは次第に、自分の信念に従って、クエーカー教の伝道者となっていった。

## 北米への帰還
1657年、ダイアー夫妻はロードアイランドへ戻った。その翌年、メアリーは、新たに制定されたクエーカー教禁止令に抗議するべくボストンへ向かったが、あえなく捕まり、追放されてしまった。（夫ウィリアムはクエーカー教に入信していなかったため、捕まらずに済んだ。）

## 最初の死刑宣告
メアリー・ダイアーは、ニューイングランドにてクエーカー教の布教を続けたが、1658年、ニューヘイブン（コネチカット）で捕まった。その釈放後、メアリーは2人のクエーカー教徒（2人は捕まっていた）を訪問するためにマサチューセッツへ向かい、また捕まってしまい、入植地から永久追放の処分を受けることとなった。メアリーは、表だって法令違反しているクエーカー教徒の集団と共に、マサチューセッツへ三度目の訪問を行い、再び捕らえられてしまい、死刑宣告を受けた。ごく短い審理の後、他の2人のクエーカー教徒は絞首刑に処せられてしまった。しかし、メアリーの夫が当地の知事ジョン・ウィンスロップの友人であったことにより、メアリーの死刑は執行直前で恩赦されることとなった。（ただ、これはメアリーの希望に添うものでなかった。なぜならメアリーは懺悔とクエーカー教の否定を拒否したのだから。）

## 2度目の死刑宣告と死
メアリー・ダイアーは、ロードアイランドへ強制送還され、ロングアイランド（ニューヨーク）へ伝道に回ったが、1660年、良心に呼び起こされた彼女は反クエーカー教法令に反抗するため、マサチューセッツへ舞い戻った。今度こそ、彼女の夫・家族の要望にもかかわらず、メアリーは再度、懺悔を拒否してしまい、5月31日、改めて死刑宣告を受けた。そして、その翌日（6月1日）、マサチューセッツにおいてクエーカー教徒であり続けた罪状によって、ボストンコモンにて絞首刑に処せられた。

## 遺言
メアリーの最期の言葉は「いいえ、私はあなた方の罪深さを贖うために来たのです。主の無垢な僕（しもべ）に反するような非正当な法を撤回することを求めています。そう、私は決して懺悔などしません。」であった。

## 現在
現在、ボストンにあるマサチューセッツ州会議事堂の前には、メアリーの銅像が立っている。